# Wuhły (sielsowiet Biehomla)
Wuhły (biał. Вуглы; ros. Углы, Ugły) – wieś na Białorusi, w obwodzie witebskim, w rejonie dokszyckim, w sielsowiecie Biehomla. W 2009 roku liczyła 17 mieszkańców.